# Keramikmagnet

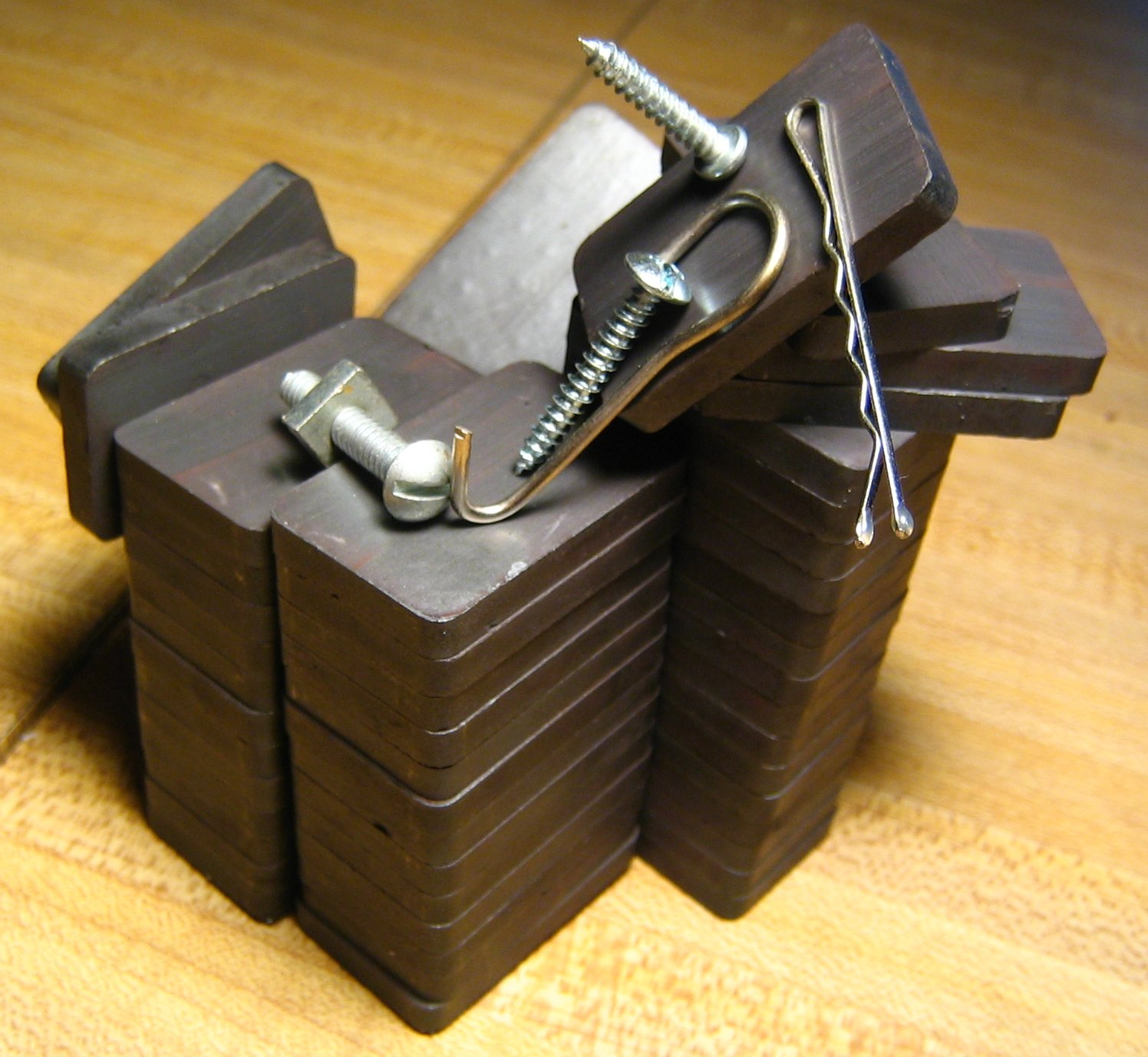
Keramikmagnete

Keramikmagnete, auch bekannt als Hartferritmagnete, sind Dauermagnete aus gesinterten Ferritmaterialien wie Barium- oder Strontiumferrit. Sie zeichnen sich durch hohe magnetische Stabilität, Korrosionsbeständigkeit und kostengünstige Herstellung aus. Aufgrund ihrer Eigenschaften finden sie breite Anwendung in Elektrotechnik, Audiotechnik und Alltagsprodukten.

## Material und Herstellung
Keramikmagnete bestehen aus Eisen(III)-oxid (Fe₂O₃) und Erdalkalimetallverbindungen wie Barium- oder Strontiumoxid. Das Material wird unter hohem Druck in Form gepresst und anschließend bei hoher Temperatur gesintert. Die resultierenden Magnete sind hart, spröde und weisen eine hohe chemische Stabilität auf.

### Magnetische Eigenschaften
- Remanenz: 200–450 mT, je nach Typ[2]
- Koerzitivfeldstärke: > 1000 A/m (Definition für Hartmagnete gemäß DIN EN 60404-1)[3]
- Temperaturbeständigkeit: bis ca. 250 °C
- Korrosionsbeständigkeit: sehr hoch, keine Beschichtung notwendig

### Anwendungen
- Elektromotoren und Generatoren
- Lautsprecher und Tonabnehmer[1]
- Magnetkupplungen und Sensoren
- HF-Entstörung (z. B. Ferritkerne)
- Spielzeug, Kühlschrankmagnete, Haushaltsgeräte[1]

### Vor- und Nachteile
| Vorteil              | Nachteil                          |
| -------------------- | --------------------------------- |
| Günstige Herstellung | Geringere Energiedichte als NdFeB |
| Korrosionsbeständig  | Spröde und schwer zu bearbeiten   |
| Temperaturstabil     | Relativ großes Volumen nötig      |

### Vergleich mit anderen Magnettypen
| Eigenschaft             | Keramikmagnet (Ferrit) | Neodym (NdFeB)         | AlNiCo                 |
| ----------------------- | ---------------------- | ---------------------- | ---------------------- |
| Magnetische Stärke      | Mittel                 | Sehr hoch              | Mittel                 |
| Temperaturbeständigkeit | Hoch (bis 250 °C)      | Mittel (bis 80–200 °C) | Sehr hoch (bis 550 °C) |
| Korrosionsschutz        | Nicht erforderlich     | Beschichtung nötig     | Meist nicht nötig      |
| Preis                   | Günstig                | Hoch                   | Mittel                 |